# Knut Lindberg
Knut Andreas "Knatten" Lindberg (Göteborg, 2 de febrer de 1882 – Göteborg, 6 d'abril de 1961) va ser un atleta i futbolista suec que va competir a principis del segle xx i fins a la Primera Guerra Mundial. Va prendre part en els Jocs Olímpics de 1906, 1908 i 1912. Els millors resultats els va obtenir el 1906, quan guanyà la medalla de plata en la prova del llançament de javelina i finalitzà en cinquena posició en antic pentatló i sisè en els 100 metres. Sis anys més tard, als Jocs Olímpics d'Estocolm guanyà una nova medalla de plata en la prova dels 4×100 metres relleus, però fallà en els intents d'arribar a la final en les altres proves que disputa.
Lindberg guanyà 15 títols nacionals d'atletisme: nou en 100 metres (1902, 1904–1909, 1911 i 1912); tres en 200 m (1908–1909 i 1912) i tres en 110 metres tanques (1907–1909).
Com a futbolista jugà amb l'Örgryte IS, on guanyà el campionat suec de futbol de 1902 i de 1904 a 1907.